# Express.js
Express.js或简称Express，是针对Node.js的web应用框架，在MIT许可证下作为自由及开放源代码软件发行。它设计用来建造web应用和API。它已经被称为针对Node.js的服务器框架的事实标准。
最初作者TJ Holowaychuk，将它描述为受Sinatra启发的服务器，意味着它是相对极小化的，带有以插件形式获得的很多特征。Express是MEAN软件栈的后端部件，其他部件是MongoDB数据库软件和AngularJS前端框架。

## 历史
Express.js由TJ Holowaychuk创立。首次发行的版本 0.12.0，依据Express.js的GitHub仓库，是在2010年5月22日。 
在2014年6月，StrongLoop获得了项目的管理权。StrongLoop在2015年9月被IBM并购。在2016年1月，IBM宣布将Express.js置于Node.js基金会孵化器的管理之下。

## 流行度
Express.js被用于Fox Sports、PayPal、Uber和IBM。

## 引用
1. ↑  . 2024年10月8日  [2024年10月21日].
2. ↑  .   [2019-05-17]. （原始内容存档于2019-05-17）.
3. ↑  Case study: How & why to build a consumer app with Node.js （页面存档备份，存于）. VentureBeat.com.
4. ↑  .   [2019-10-16]. （原始内容存档于2019-03-06）.
5. ↑  . StrongLoop.   [11 February 2016]. （原始内容存档于2016-10-11）.
6. ↑  . Infoworld. IDG.   [11 February 2016]. （原始内容存档于2018-11-20）.
7. ↑  . Infoworld. IDG.   [11 February 2016]. （原始内容存档于2016-02-11）.
8. ↑  . expressjs.com.   [2018-12-04]. （原始内容存档于2018-12-20） （英语）.